# Syndesmose radio-ulnaire
La syndesmose radio-ulnaire est la syndesmose qui unit le radius et l'ulna. Elle se réalise par l'intermédiaire de la membrane interosseuse de l'avant-bras et de sa corde oblique.